# Orthosia praeses
Orthosia praeses là một loài bướm đêm trong họ Noctuidae.